# Edward Snowden

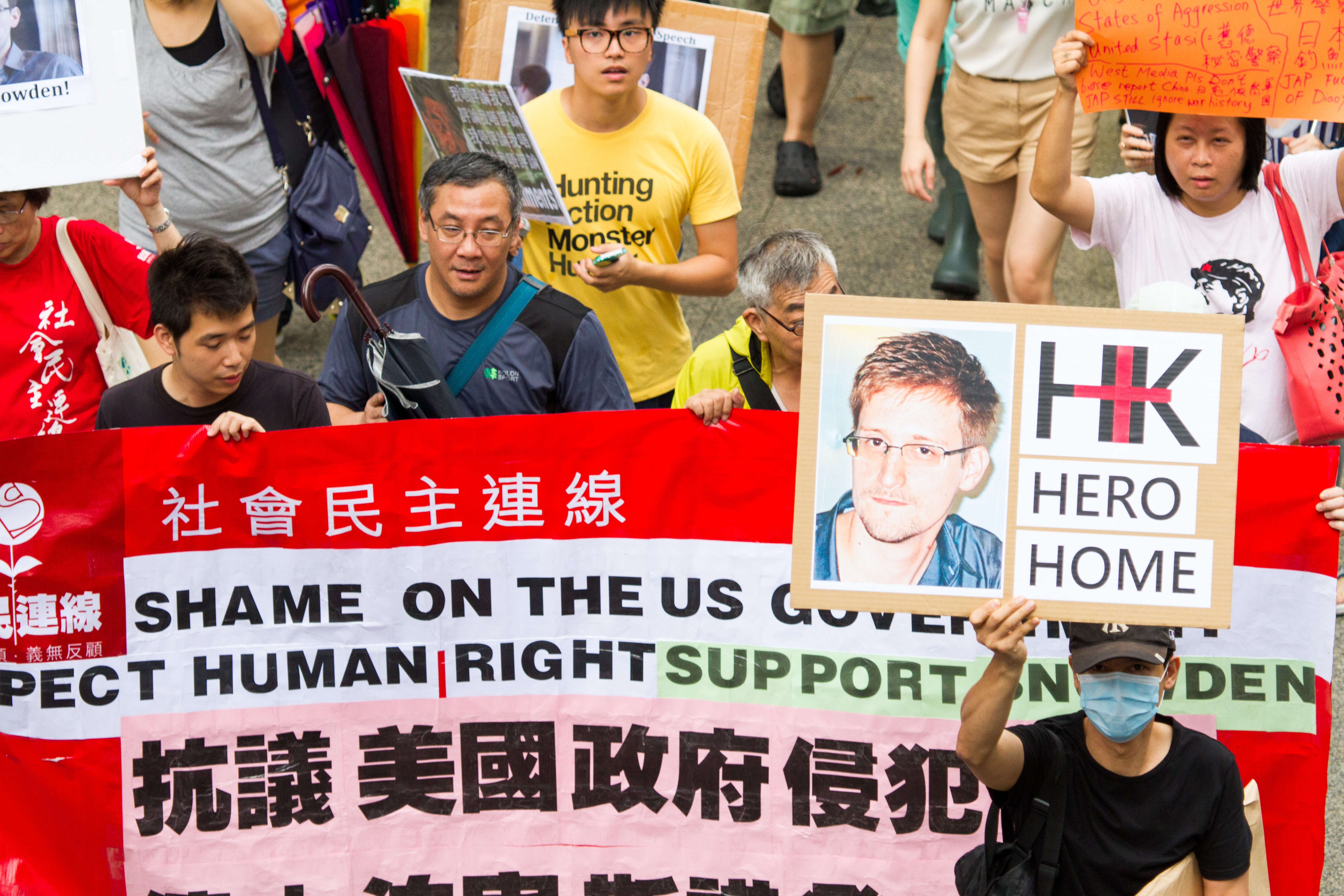
Protest v Hongkongu zastávající se Snowdena: transparent s nápisem "hanba americké vládě; respektovat lidská práva; podpora Snowdenovi" (2013)

Edward Joseph Snowden (* 21. června 1983) je americký whistleblower, bývalý zaměstnanec CIA a sub-kontraktor pracující pro Dell na zakázce pro americkou Národní bezpečnostní agenturu (NSA), který do tisku vynesl informace o masivním a do té chvíle před veřejností utajovaném celosvětovém sledování telefonů a elektronické komunikace ze strany bezpečnostních služeb USA. Za tento čin mu v USA hrozí pronásledování a exemplární tresty. V srpnu 2013 obdržel v Rusku status uprchlíka a čerpal dočasný roční azyl, který byl následně prodloužen na tříletý. Snowden hledal trvalý azyl v 21 zemích. V říjnu 2020 dostal povolení k pobytu v Rusku na neomezeně dlouhou dobu.
V září 2022 mu prezident Vladimir Putin udělil ruské občanství.
Jeho příběh je zachycen v autentickém dokumentu Citizenfour (2014) a ve filmu Snowden (2016). V roce 2019 vydal autobiografii pod názvem Nesmazatelné záznamy.

## Život
V roce 2003 vstoupil do americké armády, kde trénoval se speciálními jednotkami. Byl propuštěn poté, co si zlomil obě nohy. Jeho prvním úkolem v práci pro NSA bylo zajištění ochrany tajných zařízení agentury v Marylandu, kam se přestěhoval. Poté pracoval v CIA jako IT specialista a přes nedostatek formálních kvalifikací se díky svým schopnostem vyšplhal po žebříčku organizace. Do roku 2007 získal post s diplomatickou ochranou v Ženevě. Zde podle svých slov pro deník The Guardian viděl, jak funguje americká vláda a jaký má dopad na svět. Rovněž si zde podle svých slov uvědomil, že je součástí mašinérie, která způsobuje více zlého než dobrého. Uvažoval vyjít na veřejnost se svým odhalením dříve, ale počkal, aby se přesvědčil, zda se politika USA změní po zvolení Baracka Obamy.

### Vyzrazení informací
Snowden se v červnu 2013 v Hongkongu sešel s novinářem Glennem Greenwaldem píšícím pro americké vydání The Guardian a předal mu informace o různých tajných programech včetně programů PRISM, Tempora a XKeyscore. Následně byl Snowden obviněn americkými úřady z krádeže vládního majetku, neoprávněného předávání informací o národní bezpečnosti a vědomého vyzrazení tajných informací neoprávněné osobě.

### Následky
Při cestě z Hongkongu do Ekvádoru Snowden 23. června uvázl v tranzitním prostoru moskevského mezinárodního letiště poté, co USA zrušily platnost jeho pasu. Počátkem července 2013 mu nabídly azyl Venezuela, Nikaragua a Bolívie. Kvůli podezření z toho, že přepravuje Snowdena, byl 2. července 2013 letoun bolivijského prezidenta Eva Moralese donucen neplánovaně přistát ve Vídni, neboť mu Francie, Španělsko, Portugalsko a Itálie zrušily povolení k přeletu svého území. Událost vyvolala pobouření v řadě jihoamerických států, v reakci na ni se sešla i Unie jihoamerických národů. Na letišti Snowden setrval celkem 5 týdnů, až do 1. srpna, kdy mu byl ruskými úřady udělen azyl.
V pondělí 7. 4. 2015 postavili příznivci Snowdena v newyorském parku Fort Greene Snowdenovu sochu, která ale byla po několika hodinách městem odstraněna. Práce na bustě trvala asi půl roku a podle autorů je stále k dispozici forma, takže kdykoliv může být odlita nová socha, a také může být vyrobeno velké množství menších bust technologií 3D tisku.

## Memoár
V roce 2019 vydal knižní autobiografii Nesmazatelné záznamy (originál Permanent Record), v níž popisuje svůj osud a vysvětluje, proč se rozhodl zveřejnit tajná data, ačkoli se tím vystavil riziku ztráty osobní svobody.

### Česky
- Nesmazatelné záznamy (2020) ISBN 978-80-7633-216-4. Překlad Jan MRLÍK. 367 stran. Alpress, s.r.o.

### Anglicky
- Permanent Record (2019) ISBN 978-1-250-23723-1. Metropolitan Books